# Confrontos nas Ilhas Salomão em 2021
Os confrontos nas Ilhas Salomão em 2021 foi uma série de manifestações e confrontos nas Ilhas Salomão, que começaram em 24 de novembro de 2021 e terminaram três dias depois.
Começou como um protesto pacífico contra a decisão do governo de reconhecer a República Popular da China em vez de Taiwan. No entanto, tornou-se violento quando os manifestantes tentaram invadir o parlamento para depor o Primeiro-Ministro Manasseh Sogavare. Muitas empresas, especialmente empresas chinesas localizadas no bairro chinês de Honiara, foram alvo de protestos, e foram incendiadas e saqueadas. Uma delegacia de polícia foi incendiada.
O governo respondeu mobilizando a polícia, que usou gás lacrimogêneo nos manifestantes. Eles também solicitaram apoio ao Governo Australiano. Como resultado, a Austrália mobilizou a Polícia Federal Australiana e as Forças de Defesa. Papua-Nova Guiné e Fiji enviaram tropas de paz, enquanto a Nova Zelândia mobilizou polícia e tropas.
Após os distúrbios, o Primeiro-Ministro Sogavare disse que "o povo inocente de Malaita foi enganado por esses agentes de Taiwan" e descreveu os distúrbios como uma "tentativa de golpe ilegal". Sogavare resistiu aos pedidos de renúncia e derrotou uma votação de falta de confiança no parlamento em 6 de dezembro de 2021.

## Antecedentes
As Ilhas Salomão estiveram historicamente em um estado de conflito étnico até 2003, quando a Austrália implantou uma missão de manutenção da paz. Os residentes de Malaita, a ilha mais populosa do país, sempre queixaram-se que sua ilha foi negligenciada pelo governo central. Em 2019, o governo central sob o primeiro-ministro Manasseh Sogavare retirou o reconhecimento da República da China (Taiwan) e estabeleceu relações com a República Popular da China. A província de Malaita, no entanto, continuou a ser apoiada por Taiwan e pelos Estados Unidos, estes últimos enviando 25 milhões de dólares americanos em ajuda para a ilha em 2020. O primeiro-ministro da província de Malaita, Daniel Suidani, também realizou um referendo de independência em 2020, que o governo nacional considerou ilegítimo. O aumento do desemprego e da pobreza, agravado pelo fechamento da fronteira durante a pandemia de COVID-19, também foram citados como a causa dos conflitos.  As empresas chinesas também foram acusadas de dar empregos a estrangeiros em vez de locais. 

## Eventos
Os protestos foram inicialmente pacíficos, mas tornaram-se violentos em 24 de novembro de 2021, depois que edifícios adjacentes ao edifício do Parlamento das Ilhas Salomão foram incendiados. Escolas e empresas foram fechadas enquanto a polícia e as forças do governo entraram em confronto com os manifestantes. A violência aumentou quando a Chinatown de Honiara foi saqueada. A polícia atirou nos manifestantes com gás lacrimogêneo.
A maioria dos manifestantes veio da província de Malaita.
A Austrália respondeu à situação destacando a Polícia Federal Australiana e o pessoal das Forças de Defesa Australianas após um pedido do governo de Sogavare ao abrigo do Tratado de Segurança Bilateral Austrália-Ilhas Salomão. O governo australiano afirmou que este destacamento era para apoiar a Força Policial das Ilhas Salomão para manter a ordem e proteger a infraestrutura vital e não tomaria nenhuma posição em relação as questões internas das Ilhas Salomão. Papua-Nova Guiné concordou em enviar 34 soldados da paz para ajudar a conter a violência.
No sábado, a polícia anunciou a descoberta de três corpos carbonizados em um prédio queimado no distrito de Chinatown de Honiara, tornando-os as primeiras mortes relatadas desde o início dos protestos. A polícia informou que prendeu mais de 100 pessoas relacionadas aos confrontos. No sábado de manhã, os conflitos pararam em grande parte e as ruas estavam tranquilas, de acordo com jornalistas locais e redes sociais, e os policiais e as tropas de paz patrulhavam as ruas. 